# 石田幸四郎
石田 幸四郎（いしだ こうしろう、1930年〈昭和5年〉8月22日 - 2006年〈平成18年〉9月18日）は、日本の政治家。
衆議院議員（10期）、公明党委員長（第5代）、総務庁長官（第13・14代）、公明新党代表（初代）、新進党副党首、公明党最高顧問を歴任した。実兄は参議院議員を務めた石田次男。

## 経歴

### 政界入り
北海道札幌市生まれ。旧制明治中学、明治大学商学部を卒業後、聖教新聞広告部に務める。
1967年1月29日、第31回衆議院議員総選挙に旧愛知6区から立候補し、初当選（通算10期）。公明党臨時党大会で公明党副書記長に就任し、19年に渡り務める。
1986年12月、衆参同日選挙後に行われた公明党大会で公明党筆頭副委員長に就任する。

### 公明党委員長
1989年(平成元年）5月に、明電工事件により公明党委員長矢野絢也が辞任したことに伴い、後任として党委員長に就任する。
1990年2月18日、第39回衆議院議員総選挙において公明党は社会党と選挙協力を行うが、50議席台割れの選挙結果に終わり敗北した。社会党、民社党との社公民路線による社公連合政権構想を打ち切る。以降、積極的に自民党との連携に動いた。
1993年6月、公明党は宮澤改造内閣不信任決議案に賛成し、7月18日に行われた第40回衆議院議員総選挙で50議席台を回復。7月30日には、非自民連合政権構想に合意する。
1993年8月、細川内閣で、総務庁長官に就任する。直後の衆議院予算委員会質疑で、自民党の野中広務、亀井静香から、公明党の支持母体である創価学会名誉会長池田大作に対する証人喚問を要求され、国会が紛糾した。
1994年4月、首相細川護熙の辞任により羽田内閣が発足し、総務庁長官に留任する。同年6月、羽田内閣は総辞職し、自民党が社会党委員長村山富市を首班とした村山内閣を成立させた。

### 公明新党代表
1994年12月5日、公明党が公明新党（衆議院議員と改選期の参議院議員で構成する政党）と公明（非改選期の参議院議員で構成する政党）に分党されたことに伴い、公明新党代表に就任する。
1994年12月24日、公明新党の新進党合流に伴い、新進党副党首に就任する。
1996年10月20日、第41回衆議院議員総選挙において選挙地盤を元中日ドラゴンズ投手で野球解説者の三沢淳に譲り、三沢の愛知4区での当選に貢献する。自身は比例東海ブロックの単独候補として立候補し、再選された（新進党は原則として重複立候補を認めなかった）。1997年12月、新進党内に結成された党内派閥の公友会に参加する。ただし、同月中に新進党は両院議員総会で解党を決定した。
1998年2月、新党平和の結成に参加し、常任顧問に就任する。同年11月には衆参統一の公明党再結成に参加し、公明党最高顧問に就任した。

### 政界引退
2000年6月、通常国会閉会後に政界から引退する。引退後は公明党名誉顧問、創価学会中部総主事に就任する。
2006年9月18日午前8時50分、特発性肺線維症により名古屋市内の病院で死去した。76歳没。

## 人物
- 実兄の石田次男は、創価学会会長に池田大作が就任してから創価学会に批判的となり、幸四郎は兄一家とは終生折り合いが悪く絶縁状態であった。兄は1992年に死去したが、幸四郎は葬儀に出席していない。また、兄が記した原稿用紙600枚に及ぶ「池田への諫言」と称する遺言書を幸四郎は取り次がなかった。

## 役職歴

### 創価学会
- 男子部長
- 青年部長
- 中部方面総主事

### 旧公明党（ - 1994年）
- 副書記長
- 筆頭副委員長
- 中央執行委員長

### 内閣
- 総務庁長官（細川内閣・羽田内閣）

### 公明新党
- 代表

### 新進党
- 副党首
- 明日の内閣
  - 総務庁長官

### 新党平和
- 常任顧問

### 公明党（1998年 - ）
- 最高顧問
- 名誉顧問